# Trypocalliphora
Trypocalliphora is een geslacht van insecten uit de familie van de Bromvliegen (Calliphoridae), die tot de orde tweevleugeligen (Diptera) behoort.

## Soort
- T. braueri (Hendel, 1901)